# Callistochiton laticostatus
Callistochiton laticostatus är en blötdjursart som beskrevs av Kaas och Van Belle 1994. Callistochiton laticostatus ingår i släktet Callistochiton och familjen Ischnochitonidae. Inga underarter finns listade i Catalogue of Life.